# Göran Burén
Göran Ulrik Burén, född 25 november 1946 i Göteborg, är en svensk författare. Han har varit skogsarbetare, byggnadssnickare, hamnarbetare, lokalradioreporter och brevbärare men är sedan 1995 författare på heltid. Han startade 1992 Ord & Visor förlag i samarbete med Göran Lundin. 